# Árpád-házi Szent Erzsébet-plébániatemplom (Rákoscsaba-Újtelep)
A Rákoscsaba-Újtelepi Árpád-házi Szent Erzsébet-plébániatemplom Budapest XVII. kerületében áll, az Árpád-házi Szent Erzsébet parkban (régi nevén: Nagyszénás tér). A templom körüli terület az 1900-as évek elején alakult Rákoscsabának Rákoskeresztúr felé terjeszkedő részéből, amit akkor Rákoscsaba-Újtelepnek neveztek. Ma már ez is Rákoscsabához tartozik, és a Rákos-patak északi oldalán fekvő kerületrész neve lett Rákoscsaba-Újtelep, de a templom megőrizte az eredeti nevét.

## Története

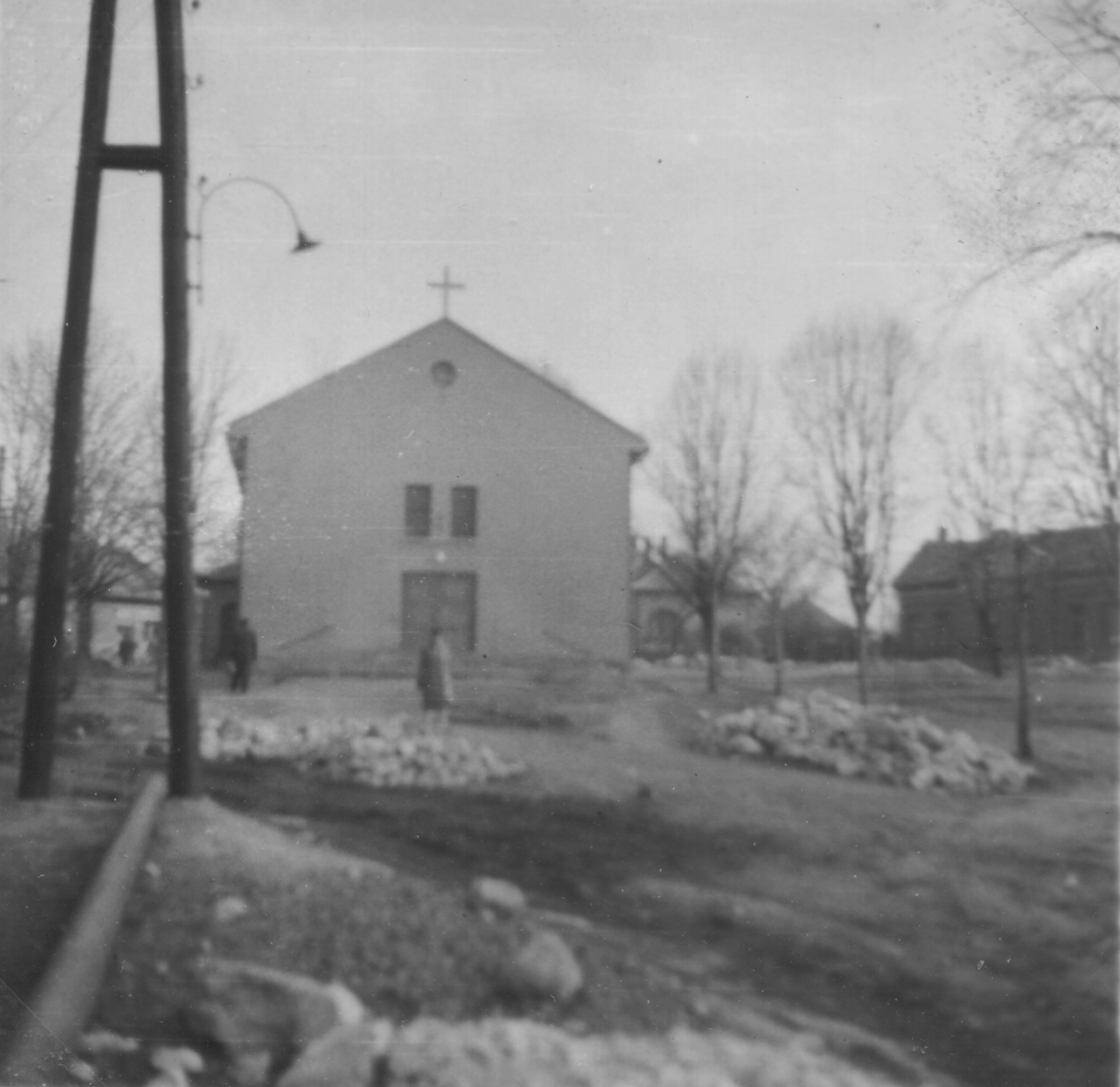
A templom 1960-ban

A területet 1921-ben parcellázták, és attól kezdve folyamatosan nőtt a lakosság száma. A katolikus hívek a rákoscsabai, majd később a rákoskeresztúri plébániához tartoztak, de egyre inkább szükségét érezték saját templom építésének, ezért 1933. október 23-án létrehozták a Szent Erzsébet Rákoscsaba-Újtelepi Templomépítő Bizottságot, amely a templom építésére 50 000 pengőt gyűjtött össze, többek között mulatságok, vásárok, előadások szervezésével. Az amerikai magyarok 4000 pengővel támogatták a kezdeményezést.
Az egyszerű csarnok formájú templom 1938–39-ben épült fel Fábián Gáspár építész tervei alapján, Hajagos Andor építőmester vezetésével. Az eredeti tervekben torony is állt a templom mellett, de azt nem építették meg. A felszentelést Zadravetz István tábori püspök végezte 1940. június 30-án. Kezdetben Rákoscsaba filiája volt, majd Kránitz Imre hitoktató segédlelkész odaköltözése után, 1947-ben emelkedett önálló plébániai rangra. Az ehhez szükséges önálló plébániaépületet 1947. június 3-án vásárolták meg, szintén közadakozásból.
A plébánia területén élénk közösségi tevékenység alakult ki (Mária kongregáció, énekkar, Szív-gárda, családok imaszövetsége), 1948-ban 350 főt bérmáltak meg, de az időközben hatalomra jutott kommunisták ahol tudták, ott akadályozták a lelki életet. Feloszlatták a közösségeket, elvették a plébános javadalmát képező földet és a kultúrházat is. Mindezek ellenére a képviselő-testület a torony állítását előkészítendő téglajegyeket kezdett árulni, de anyagbeszerzési gondok miatt az építkezést elhalasztották.
Miután 1956. november 4-én egy bevonuló szovjet tank szétlőtte a templom főbejáratát, új ezüsthegyi terméskőből épült homlokzatot kapott, majd 1965–67-ben egy modern, 15 méter magas harangtornyot (Sámson József építészmérnök tervei alapján), melyben egy 45, egy 50 és egy 70 cm átmérőjű harang lakik (Szlezák László és Ducsák István alkotásai). A templom modern liturgikus belseje 1973-ban, Lux Miklós püspöki tanácsos plébánossága alatt alakult ki, ekkor helyezték át a korábbi háttalmiséző oltárt a kórus alá, bontották le a régi szószéket és mészkőlapokkal borították a szentélyt elválasztó diadalívet.
1993-ban, az egyházmegyék rendezése során átkerült a váci egyházmegyétől az esztergom-budapesti főegyházmegyéhez. A századfordulóra a templom állapota jelentősen romlott. A vasbeton harangtorony töredezett és korrodált, a falak vizesedtek. A templom teljes felújítása Szőke Lajos plébánossága alatt kezdődött el: megszüntették a falvizesedést, megújították a tetőfedést és a belső teret. Korszerűbb nyílászárók kerültek a templomba, és az elöregedett orgonát is sikerült új, digitális hangszerre cserélni.

## A templom berendezése
Palka József készítette a szentély festettüveg ablakait, melyek Szent Erzsébetet és az Oltáriszentséget ábrázolják. A süttői csiszolt, fényezett, vörösmárvány oltár, a felolvasóállvány és a pasztofórium terveit Sámson József építész készítette. Az oltár fölötti, kovácsoltvas láncon függő modern stílusú 155 cm nagyságú fakereszt és a korpusz alkotója ifj. Máriahegyi János. A keresztelőkút Tatár Dezső rákoscsabai szobrász műve. Az 1940-ben készült két manuálos, 24 regiszteres orgonát 1960-ban telepítették a templomba. A kazettás famennyezeten Krisztus-szimbólumok és geometriai minták láthatók, melyeket Révffy Istváén, rákoscsabai festő-tanár készített. Szintén az ő munkái Szent Margit és Szent Imre egész alakos olajfestményei, amelyek az 1973-as liturgiai reform idején kerültek a kórusra.

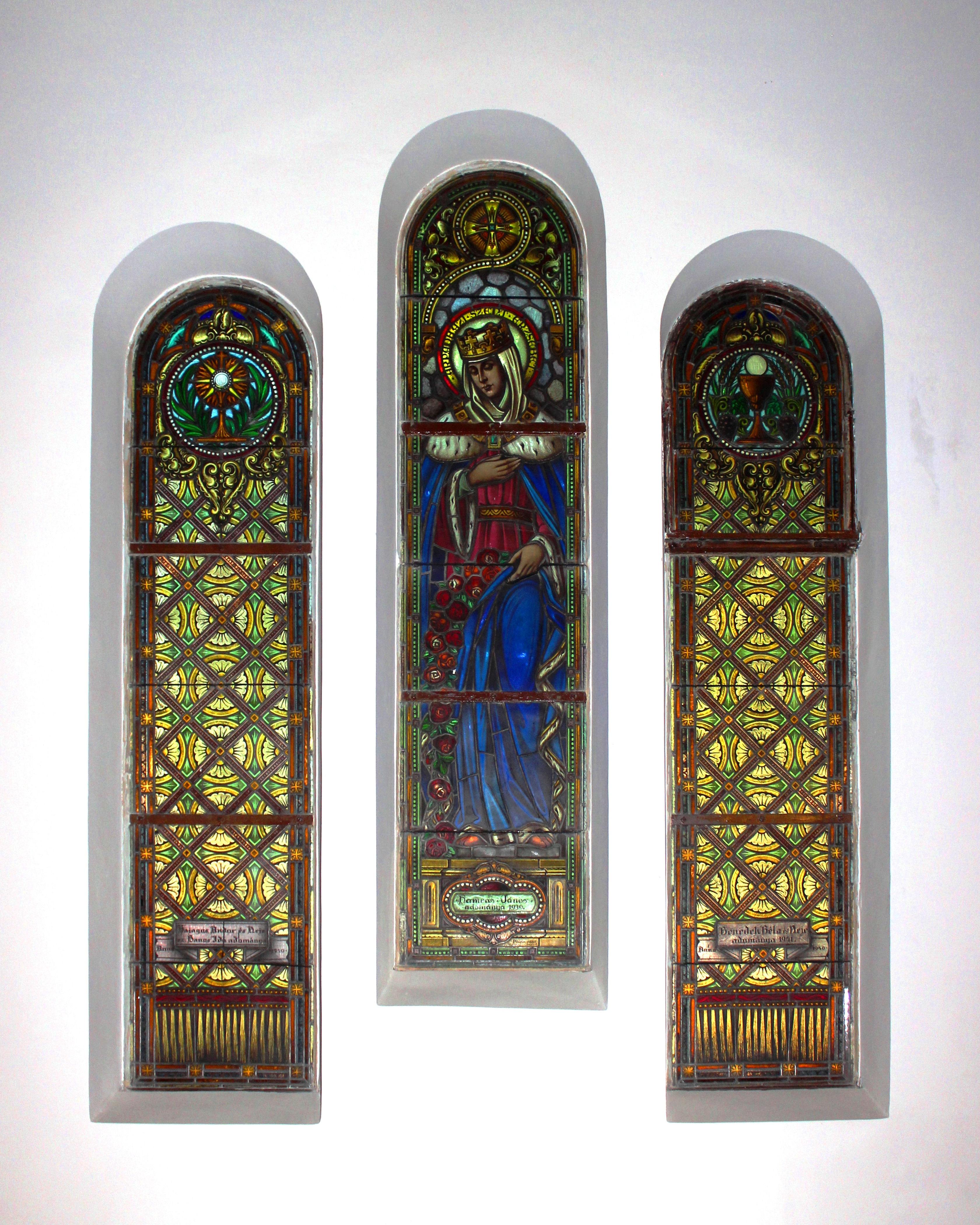
Szent Erzsébetet ábrázoló ablak a szentélyben

## A templomban szolgáló papok
- 1933–1959: Kránitz Imre
- 1959–1976: Lux Miklós
- 1976–1984: Dr. Zsóka Sándor
- 1984–1995: Dr. Enzsöl Ellák
- 1995–2004: Érszegi Gábor
- 2009–2010: Hidegkuti Sándor
- 2004–2019: Szőke Lajos
- 2019– : Zsiga Péter[2]